# Sybra pfanneri
Sybra pfanneri är en skalbaggsart som beskrevs av Stefan von Breuning 1976. Sybra pfanneri ingår i släktet Sybra och familjen långhorningar. Inga underarter finns listade i Catalogue of Life.